# 天鉤九
仙王座ο（天钩九），又名BD+67 1514，HD 219916、SAO 20554、HR 8872，是仙王座的一颗恒星，视星等为4.75，位于銀經114.42，銀緯6.79，其B1900.0坐标为赤經23h 14m 30.9s，赤緯+67° 6.79′ 52″。